# Kami (ミュージシャン)
Kami（カミ）は、日本のドラマー。ヴィジュアル系ロックバンド、MALICE MIZERにて活動した。旧芸名に「神村右狂」や「右狂」がある。茨城県出身。茨城県立佐竹高等学校卒業。愛称は「カミ」。

## 略歴
- 1988年 -3Pマヨネーズに在籍。
- 1992年 - Kneuklid Romanceに在籍。
- 1993年3月17日 - 神村右狂（後に右狂→Kamiと改名）としてMALICE MIZERにサポートで参加。
  - 同年5月 - MALICE MIZERに正式に加入（前身バンドを脱退）。
- 1994年12月 - 初代ボーカルtetsuが脱退したため、暫く活動停止となる。
- 1995年7月 - 2代目ボーカルGacktが加入し、活動再開。
- 1997年 - 日本コロムビアと契約し、MALICE MIZERのドラマーとしてメジャー・デビュー。
- 1998年11月 - Gacktが失踪（のち、1999年1月脱退）、残った4人での活動を始める。この時期に作曲にも着手する。
- 1999年6月21日 - くも膜下出血で急逝[4][5]（6月25日に公表）。

## 人物
- MALICE MIZERでのイメージカラーはパープル■や■ピンク。
- 蝶をトレードマークとしている。ビデオクリップ内で彼が映るシーンや彼が使用していたドラムセットの装飾にも蝶のモチーフが使われている。また、MALICE MIZERでは『蝶が主食という設定』もあった[6]。
- 親族は溶接業を営んでいた[7]。
- DEAD ENDの湊雅史を尊敬している[8]。
- ドラマーSakura（ZIGZO、元L'Arc～en～Ciel）を師匠に持つ[9]。
- Pearl社製の紫のカラーリングを施したドラムセットを愛用していた。
- ライブでは曲によってコーラスも担当していた。
- ガムマニアだった[10]。好きな飲み物はマックスコーヒー[10]とカルーアミルク。
- 好きな煙草は赤ラーク。また、香水が好きでコレクションしていた。
- メロンや肉が好きな一方で、野菜嫌い。
- 中世の日本や戦国武将に興味があり、好きな有名人は武田信玄（家に「風林火山」の幟がある程のファン）。また、織田信長にも影響されていた[11]。
- 好きな女性のタイプはキツそうな感じの目とか鋭い子。芸能人で例えると相川七瀬。
- 京都好きであり、プライベートで訪れることもあった。
- 喫煙者。
- 得意なモノマネはデーモン閣下等。

## 死後
- 亡くなった後に発表されたMALICE MIZERの作品のクレジットには、哀悼の意を表する「Eternal Blood Relative Kami」（永遠の血族）という記載がある（各作品のクレジットを参照）。
- 彼が生前に制作していた原曲を結成当初からのメンバーらが完成させた「運命の出会い」「森の中の天使」（『神話』収録）、「薔薇の葬列」（『Beast of Blood』収録の隠しトラック）[12]の3曲が遺作としてリリースされている。
- 2018年9月8日、9月9日に行われたMALICE MIZER25周年記念イベント「Deep Sancutuary Ⅵ」にて、愛用していたドラムが師匠であるSakuraによって演奏された[9]。